# Прялкин, Юрий Владимирович
Юрий Владимирович Прялкин (25 марта 1954 — 21 марта 2008) — советский и российский пианист, скрипач, композитор, аранжировщик и музыкальный продюсер, педагог, работал с певицей Викой Цыгановой в соавторстве с её мужем Вадимом, написал для неё около 60 песен

## Биография
Родился 25 марта 1954 года в Москве. В 1978 году окончил Московскую государственную консерваторию по классу скрипки. Музыку писал с 1977 года.
Автор музыки к 120 театральным постановкам. Работал в Театре им. Гоголя (с 1991 года), Театре им. М. Н. Ермоловой, Театре на Малой Бронной, Центральном детском театре, а также сотрудничал со многими другими коллективами.
Долгое время работал с певицей Викой Цыгановой, написал для неё около 60 песен.
Работал в кино и на телевидении. Автор музыкального сопровождения ко многим кино- и телефильмам, мультфильмам (одна из знаковых работ — «Незнайка на Луне») и телепередачам («Comedy Club»).
Сочинил более 200 инструментальных пьес, автор многих симфонических и камерных произведений.
Преподавал в РАТИ на курсах В. Андреева, Б. Голубовского, А. Бородина. Был руководителем компании «Юпитер-Прайм», которая занималась организацией спектаклей.
Скончался 21 марта 2008 года в четыре часа утра, не дожив 4 дня до 54-летия.

## Творчество

### Театральные постановки
1. 1981 — «Антон и другие…» (реж. Алексей Бородин) — РАМТ
2. 1985 — «Завтра была война» (реж. Андрей Гончаров) — Театр им. Маяковского
3. 1986[5] — «Большие надежды» (радиоспектакль; реж. Татьяна Филиппова)
4. 1988 — «Долгий день уходит в ночь» (реж. Сергей Яшин) — Малый театр[6]
5. 1988 — «Ксантиппа и этот, как его…» С. Алёшина (реж. Лев Дуров) — Московский драматический театр на Малой Бронной[7]
6. 1990[8] — «Утраченные иллюзии» (радиоспектакль; реж. Татьяна Филиппова)
7. 1990[9] — «Малыш» (Стругацкие) (радиоспектакль; реж. Дмитрий Воденников, Владимир Шведов)
8. 1990 — «После грехопадения» (реж. Сергей Яшин, В. Боголепов) — Театр им. Гоголя
9. 1991 — «Таланты и поклонники» (реж. Виталий Ланской) — Электротеатр Станиславский[10]
10. 1993 — «И эту дуру я любил» (реж. Сергей Яшин) — Театр им. Гоголя[11]
11. 1993 — «Такие свободные бабочки» (реж. Константин Райкин) — «Сатирикон»[12]
12. 1995 — «Виндзорские насмешницы» (реж. Сергей Яшин) — Театр «Современник»[13]
13. 1995 — «Мадам Бовари» (реж. Юрий Ерёмин) Театр Моссовета[14]
14. 1995 — «Жених в шкафу, или страсти на козьем болоте» (реж. Владимир Боголепов) — Театр им. Гоголя
15. 1996 — «Венецианские близнецы» (реж. Анатолий Бейрак) — Российский театр драмы имени Ф. Волкова[15]
16. 1996 — «Чайка» (реж. В. Н. Драгунов, художественный руководитель Юрий Соломин) — Малый театр[16]
17. 1999 — «Пока она умирала» (реж. Михаил Рабинович) (Государственный академический русский драматический театр Республики Башкортостан, Уфа)[17]
18. 1999 — «Ревизор» (реж. Владимир Боголепов) — Российский театр драмы имени Ф. Волкова
19. 2000 — «Долетим до Милана» (реж. Сергей Яшин) — Театр им. Гоголя[18]
20. 2002[19] — «Марлени — стальные прусские дивы» (реж. Сергей Яшин)[20] — Театр им. Гоголя
21. 2002 — «Чёрное молоко» (реж. Сергей Яшин) — Театр им. Гоголя
22. 2003 — «Дурочка» (реж. Андрей Гурьев, худ. руководитель Владимир Боголепов) — Российский театр драмы имени Ф. Волкова[21]
23. 2003 — «Жизнь в театре» (реж. Роман Пленкин, худ. руководитель Сергей Яшин) — Театр им. Гоголя[22]
24. 2004 — «Роман с кокаином» (реж. Дмитрий Петрунь) — Театр им. Гоголя[23]
25. 2005 — «Бешеные деньги» (реж. Сергей Яшин) — Театр им. Гоголя[24]
26. 2006 — «Васса Железнова» (реж. Сергей Яшин) — БДТ имени Г. А. Товстоногова
27. 2007 — «Жутко трогательные сценки про любовь» (Сургутский музыкально-драматический театр)[25]
28. 2008 — «Последние» М. Горького (реж. Сергей Яшин) — Театр им. Гоголя[26]

### Фильмография
1. 1984 — Ошибка великого Васи Осокина (телеспектакль)[27]
2. 1987 — Любящий вас Коля (телеспектакль)
3. 1990 — Завтра была война (телеспектакль)[28]
4. 1991 — Трамвай «Аннушка» (телеспектакль)[29]
5. 1993 — Дорога в рай
6. 1997—1999 — Незнайка на Луне[30] (мультфильм)
7. 1998 — Волшебная свирель (мультфильм)
8. 1998 — Фонд правовых реформ (ст. «Пилот»; цикл соц. мультфильмов)
9. 1998 — Мячик (мультфильм)
10. 1998 — Кнопик и Ко (мультфильм, ст. «Пилот») (все серии, кроме "День рожденьице" и "Наш паровоз")
11. 2000 — Латекс (мультфильм)
12. 2001 — Воровка
13. 2001 — Кошки под дождём (мультфильм)
14. 2001 — Трое против всех (автор музыки и текста песен)
15. 2001 — Воровка 2. Счастье напрокат
16. 2002 — Подкидыш (мультфильм)
17. 2002 — Хаш (мультфильм)
18. 2003 — Возвращение Мухтара
19. 2004 — Про Ивана-дурака (мультфильм, ст. «Пилот»)
20. 2005 — Мошенники
21. 2006 — Золотая тёща
22. 2007 — Мымра
23. 2007 — Неуловимая четвёрка
24. 2008 — Виртуальная связь

### Озвучивание мультфильмов
1. 1997—1998 — Незнайка на Луне — шарманщик (в сериях «Звёздочка» и «Незнайка ищет работу»)

### Музыка к телевизионным передачам
1. 2000 — Приглашает Борис Ноткин (ТВЦ)
2. 2001 — Отчего, почему? (ТВЦ)
3. 2002 — Прогулки с Баталовым (ТВЦ)
4. 2002 — Тайна зелёной комнаты (ТВЦ)
5. 2003 — Большой взрыв (Первый канал)
6. 2003 — Клуб ворчунов (ТВЦ)
7. 2005 — Комеди Клаб (ТНТ)
8. 2006 — Большой спор (Первый канал)
9. 2007 — Убойная лига (ТНТ)
10. 2007 — Смех без правил (ТНТ)
11. 2008 — Comedy Woman (ТНТ)

### Музыка к рекламе
За годы работы в области рекламы Прялкиным написана музыка к рекламным роликам следующих брендов (всего около 90):
- «Cheetos»
- Чипсы «Estrella»
- Кофе «Maxwell House»
- «Nescafe»
- «Pele»
- Samsung
- Йогурт «Активиа»
- Пиво «Невское»
- Йогурт «Растишка»
- Хубба Бубба
- «Чудо-Йогурт»
- «Рыжий Ап» (2003)
- Nesquik (2003)
- «Кубанская бурёнка» (2004)
- IKEA (2004)
- Пиво «Арсенальное» (2004)
- Рот Фронт (2005)
- Schwarzkopf Новый год (2007) (режиссёр Александр Петров)

### Инструментальная музыка
- Соната для виолончели и фортепиано
- 5 баллад для смешанного хора
- «Старина-стародавняя» — сборник детских пьес для фортепиано
- Стихотворный перевод с французского оперы Стравинского «История солдата»